# Naratj
För andra betydelser, se Naratj (olika betydelser).
Naratj (belarusiska: Возера Нарач, Vozera Naratj; polska: Narocz; litauiska: Narutis; ryska: На́рочь, Nárotj) är en insjö i nordvästra Belarus (Mjadzel rajon, Minsks voblast). Sjön ligger i de nordvästra delarna av Belarus inom floden Vilijas avrinningsområde. Sjön är den största i Belarus och mellan år 1921 och år 1939 hette sjön Narocz och var då Polens största sjö.
Naratj är en del av sjögruppen Naratjsjöarna (de övriga är Mjastra (belarusiska: Мястра), Batoryn (belarusiska: Баторын) och Blednaje (belarusiska: Бледнае). Sjön omges av tallskogar. Floden Naratj har sitt utflöde vid sjön. Sjön är även ett populärt semestermål, och i närheten av sjön ligger Naratj semesterby.
Under det första världskriget var sjön i centrum för den så kallade Naratj-offensiven (mars–april 1916), en offensiv operation av de ryska styrkorna mot den tyska armén.
Namnet på sjön kommer från den indoeuropeiska språkstammen och har ett liknande namn med flera andra vattendrag, bland annat floden Neris och sjön Nero.